# 日本迪士尼
日本迪士尼是华特迪士尼公司的日本子公司。

## 電影發行
華特迪士尼家庭娛樂公司在日本發行電影，但自2020年5月2日電影《賽道狂人》起，發行商改為日本迪士尼。

## 事件
2015年8月9日在長崎市原子彈爆炸七十週年紀念日當天，日本迪士尼於Twitter官方帳號上發文「祝你什麼都沒發生的日子愉快」（日语：なんでもない日おめでとう），附圖為華特迪士尼動畫工作室於1951年上映的《爱丽丝梦游仙境》，圖中愛麗絲拿著蛋糕，並寫著「祝你非生日快樂」（英語：A VERY MERRY UNBIRTHDAY TO YOU！）。而华特迪士尼公司的相關網站及帳號，並沒有相同內容貼文，引發該則文章湧入大量負面評價。
該圖片是《爱丽丝梦游仙境》的經典橋段，愛麗絲參加瘋帽客和三月兔舉行的瘋狂派對。因為每個人每年只有一天生日，所以其餘三百六十四天是非生日，這意味著幾乎每天都可以開派對。日本迪士尼在發文6小時後，才撤掉該則文章再於晚間貼出道歉啟事，表示未來運作官方網站會特別留避免類似情況再度發生。

## 外部連結
- 官方网站
- 日本迪士尼的X（前Twitter）